# Antoine Mahaut
 Der er for få eller ingen kildehenvisninger i denne artikel, hvilket er et problem. Du kan hjælpe ved at angive troværdige kilder til de påstande, som fremføres i artiklen.

Antoine Mahaut (også: Anton Mahault) (o. 1729 i Namur – 1785) var en belgisk komponist, fløjtenist og musikredaktør.
Mahaut blev formodentligt uddannet af sin far og kom som 15-årig i tjeneste hos biskopperne af Strickland i Namür.

## Værker
Mahaut offentligtgjorde både på nederlandsk og fransk sine lærebøger for fløjte Nouvelle méthode pour apprendre en peu de temps а jouer la flute (1759, Paris og Amsterdam)
- 6 fløjtesonater op.1 (1740, Amsterdam)
- 6 sonater før fløjte, obo eller violin (Paris, 1755)
- 6 kammersonater for 2 fløjter eller violiner og b.c. (Paris, 1755)
- 6 sonater eller duetter, for 2 fløjter eller violiner (London, 1756)
- Flere trioer (Amsterdam)
- Flere teknisk særdeles krævende fløjtekoncerter
- 6 „sinfonie a piu stromenti“, op.2 (Amsterdam, 1751 und Paris, 1759)
- 6 „sinfonie a quadro“ (Augsburg, 1751)

Synfonierne er nogenlunde i stil med Carl Stamitz' og François-Joseph Gossecs.